# قها وإدفينا للصناعات الغذائية المتطورة
شركة قها وإدفينا للصناعات الغذائية المتطورة هي شركة مساهمة حكومية مصرية، تعمل في مجال الصناعات الغذائية، أنشأت سنة 1940 تحت اسم «المصنع المصري للأغذية»، وتم تأميمها في عهد الرئيس المصري جمال عبد الناصر سنة 1962 وأُطلق عليها «شركة النصر للأغذية المحفوظة».
ظلت الشركة كذلك حتى سنة 1991 عندما تم تغيير اسمها لتصبح «شركة قها للأغذية المحفوظة»، وكانت الشركة ومعها شركة إدفينا المورد الرئيسي للأغذية في مصر حيث كانتا يوفران ما يعادل 90% من احتياجات السوق المحلية للأغذية المحفوظة والمشروبات خلال فترة التسعينات، تمتلك الشركة حاليًا 30 منفذ لبيع المنتجات على مستوى مصر.

## التاريخ
أنشأت شركة قها للأغذية المحفوظة سنة 1940 بمدينة قها إحدى مدن محافظة القليوبية تحت اسم «المصنع المصري للأغذية»، وكانت تعمل في مجال صناعة المأكولات المحفوظة بكافة أنواعها والخضراوات والفواكه والأسماك وتعبئتها وتسويقها، وفي سنة 1962 تم تأميم الشركة ودمج عدة مصانع غذائية أخرى معها وتحويلها لشركة مساهمة حكومية أُطلق عليها «شركة النصر للأغذية المحفوظة».
كان للشركة دور هام في توفير المنتجات الغذائية المحفوظة للقوات المسلحة المصرية خلال حربي الاستنزاف وأكتوبر، وفي سنة 1991 خضعت الشركة لاحكام قانون قطاع الأعمال المصري رقم 203 لسنة 1991، وتم تغيير اسمها إلى «شركة قها للأغذية المحفوظة»، تابعة للشركة القابضة للصناعات الغذائية، وفي سنة 1999 تم بيع الشركة لأحد المستثمرين إلا أنه تعثر في سداد قيمة الشركة لعدة سنوات مما أدى إلى عودة الشركة لملكية الدولة مرة أخرى. ومع مرور الوقت تدهور الوضع الاقتصادي للشركة بسبب قلة التمويل وعدم القدرة على المنافسة مع شركات الفطاع الخاص خصوصًا مع وصول خسائر الشركة إلى أكثر من 50% من رأس المال.
ظل الوضع كذلك حتى سنة 2020 عندما قامت الشركة القابضة للصناعات الغذائية بإعادة هيلكة الشركة وإحيائها وذلك من خلال دمجها مع شركة إدفينا للأغذية المحفوظة، تحت اسم "شركة قها وإدفينا للصناعات الغذائية المتطورة"، ودخول جهاز مشروعات الخدمة الوطنية للقوات المسلحة كمساهم في رأس المال، حيث يتم إنشاء مجمع مصانع جديد للشركة في مدينة السادات بمحافظة المنوفية على مساحة 120 فدان وباستثمارات تبلغ حوالي 10 مليار جنيه مصري، حيث سيشمل المجمع مصنع المركزات، مصنع العصائر، مصنع الخضروات والفواكه المجمدة، مصنع المربي والصلصة، مصنع البقوليات المعلبة، مصنع الوجبات الجاهزة المعلبة، مصنع التعبئة والتغليف، والمخازن والمباني الإدارية، على أن يُفتتح سنة 2025.

## المساهمون
تتوزع نسب المساهمين في الشركة كالتالي:
- جهاز مشروعات الخدمة الوطنية للقوات المسلحة (نسبة 50%).
- الشركة القابضة للصناعات الغذائية (نسبة 49 %).
- شركة السكر والصناعات التكاملية المصرية (نسبة 1%).

## وصلات خارجية
- الصفحة الرسمية للشركة على موقع فيس بوك.
- الموقع الرسمي للشركة القابضة للصناعات الغذائية.